# نبردناو گنایزناو
نبردناو گنایزناو (به انگلیسی: German battleship Gneisenau) یک کشتی بود که طول آن ۲۳۴٫۹ متر (۷۷۱ فوت) بود. این کشتی در سال ۱۹۳۶ ساخته شد.